# Omorgus
Omorgus là một chi bọ cánh cứng trong họ Trogidae. Các loài này phân bố chủ yếu ở châu Phi và Nam Mỹ, mặc dù một số loài được tìm thấy lên phía bắc đến Canada, một số loài khác ở Úc hoặc châu Á.
Chỉ có 2 loài được tìm thấy ở châu Âu (và không phải loài đặc hữu): O. italicus ở Ý cũng như ở Ấn Độ và Trung Quốc, và O. suberosus ở Tây Ban Nha, nhưng cũng có ở châu Mỹ và Úc.

## Hình ảnh

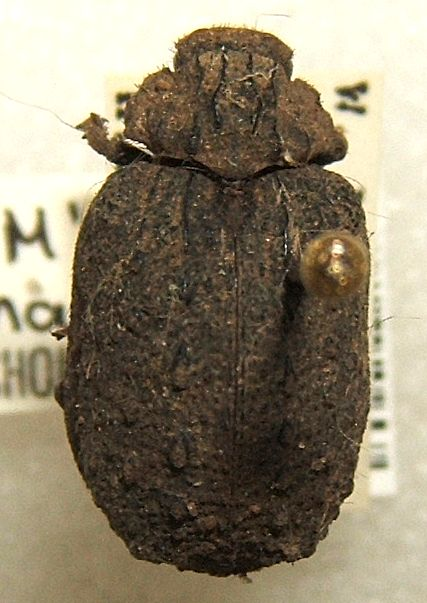
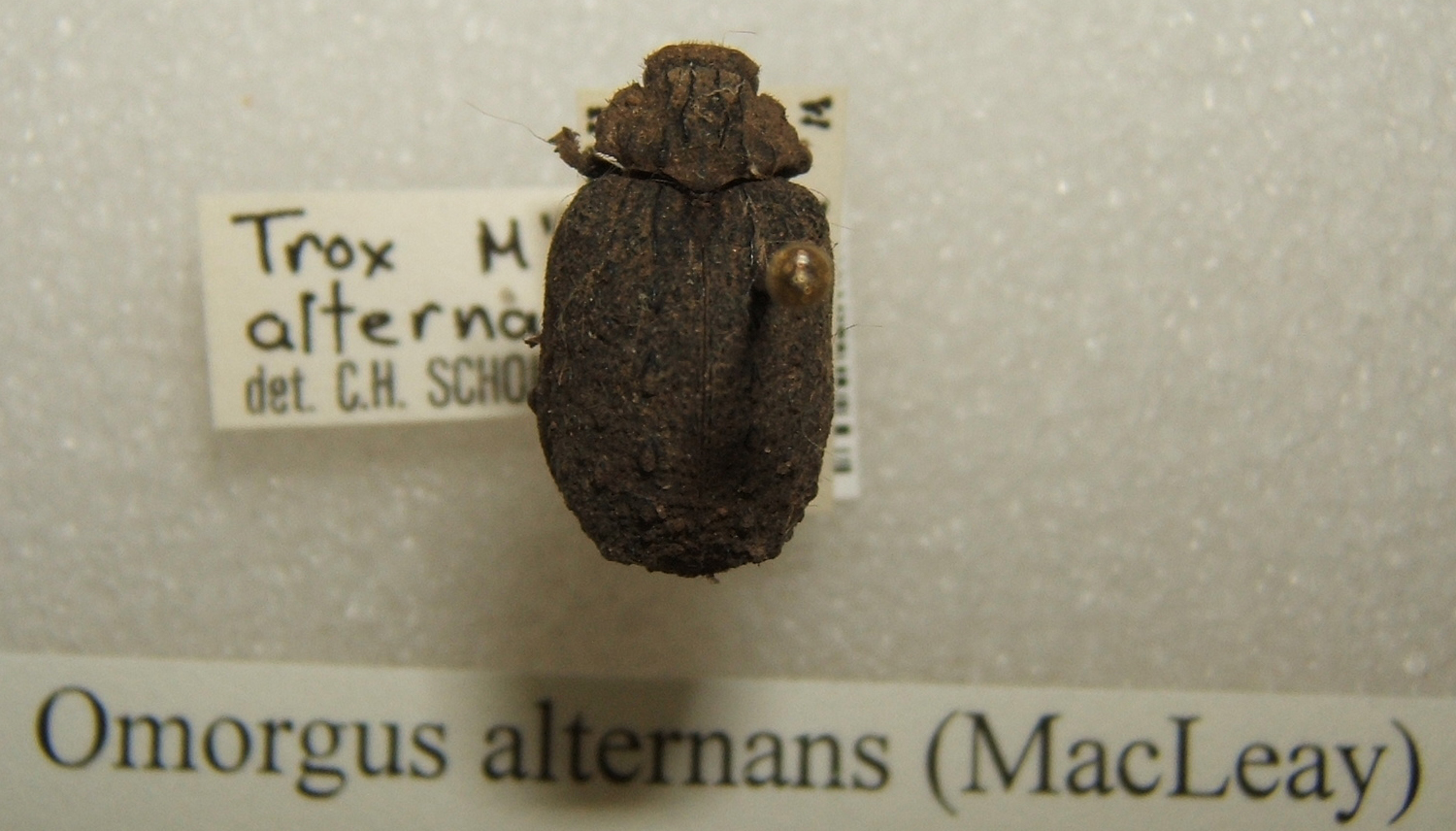
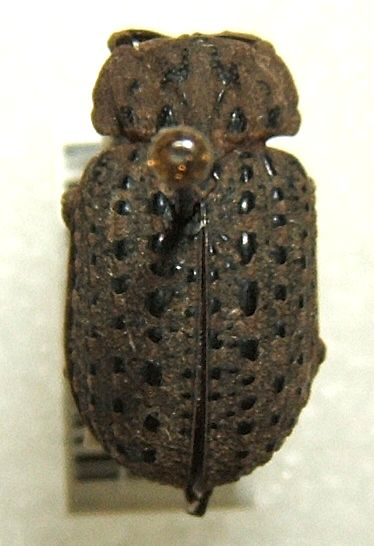
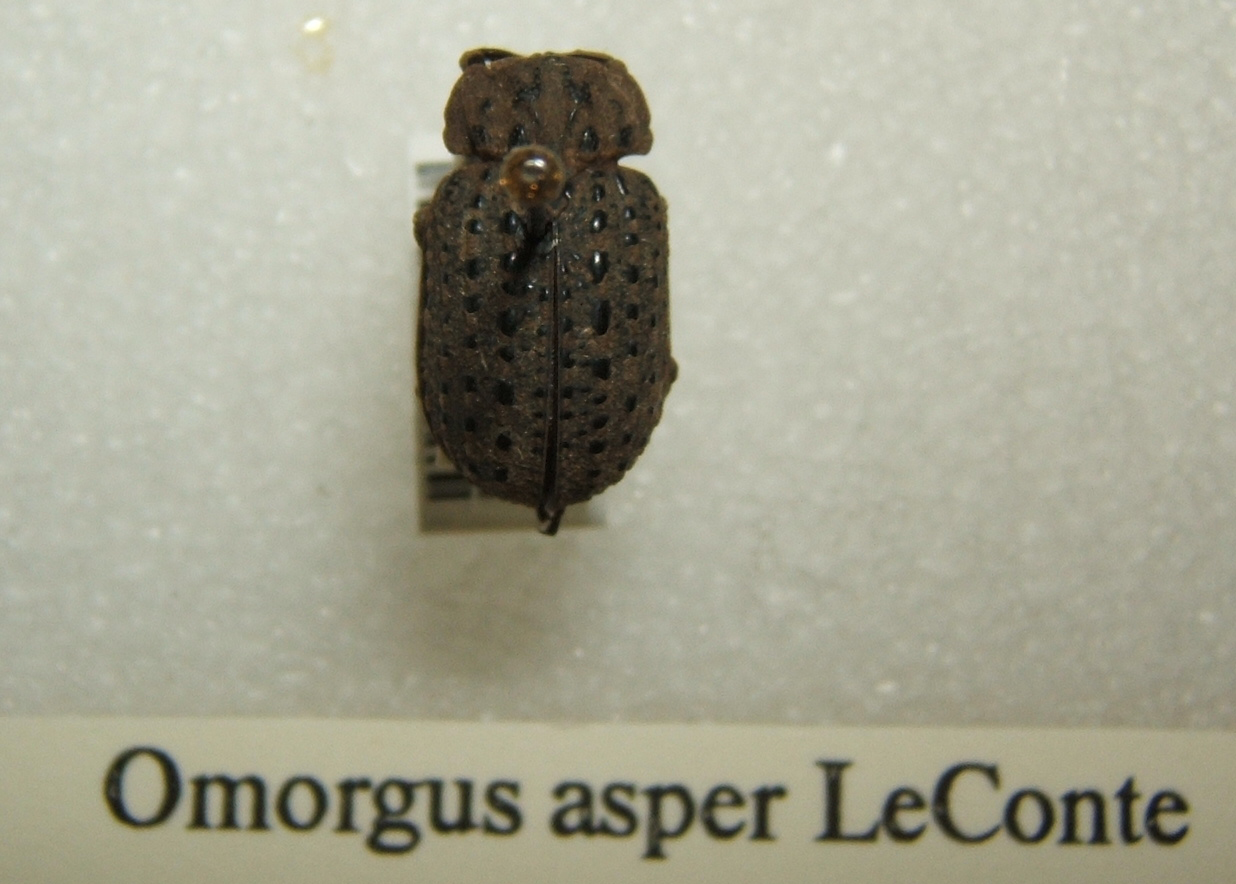

## Các loài
Chi này gồm các loài:
Omorgus acinus Scholtz, 1980 (Tanzania)
Omorgus alternans (MacLeay, 1827) (Úc)
Omorgus amitinus Kolbe, 1904 (Kenya)
Omorgus asper LeConte, 1854 (miền nam USA, Mexico)
Omorgus asperulatus Harold, 1872 (miền nam Africa)
Omorgus australasiae (Erichson, 1842) (Úc)
Omorgus baccatus Gerstaecker, 1867 (Kenya, Tanzania)
Omorgus badeni (Harold, 1872) (Brazil, Colombia)
Omorgus batesi (Harold, 1872) (Argentina, Brazil)
Omorgus birmanicus Arrow, 1927 (Đông Nam Á)
Omorgus borgognoi Marchand, 1902 (Mauretania, Mali, Chad)
Omorgus borrei (Harold, 1872) (Uruguay, Argentina)
Omorgus brucki Harold, 1872 (Úc)
Omorgus candezei Harold, 1872 (Argentina)
Omorgus capillaceus Scholtz, 1990 (Colombia)
Omorgus carinatus Loomis, 1922 (miền nam USA to Mexico)
Omorgus ciliatus (Blanchard, 1846)
Omorgus consanguineus Peringuey, 1901 (DR Congo, Zimbabwe, Namibia)
Omorgus costatus (Wiedemann, 1823) (Australia tới Ấn Độ và China)
Omorgus crotchi Harold, 1871 (Úc)
Omorgus denticulatus (Olivier, 1789) (Africa)
Omorgus desertorum Harold, 1872 (Madagascar, Egypt, Arabia)
Omorgus discedens Haaf, 1954 (Somalia, Tanzania)
Omorgus elevatus Harold, 1872 (Angola, Namibia)
Omorgus endroedyi Scholtz, 1979 (Namibia, Angola)
Omorgus expansus Arrow, 1900 (Somalia)
Omorgus eyrensis Blackburn, 1904 (Úc)
Omorgus foveolatus Boheman, 1860 (Madagascar, Namibia)
Omorgus freyi Haaf, 1954 (miền nam Africa)
Omorgus fuliginosus Robinson, 1941 (Costa Rica to Texas)
Omorgus funestus Lansberge, 1886 (Angola)
Omorgus gemmatus (Olivier, 1789) (Africa, Arabia)
Omorgus glaber Scholtz, 1980 (Tanzania) (= Afromorgus lindemannae)
Omorgus granulatus (Herbst, 1783) (Ấn Độ, Sri Lanka)
Omorgus guttalis Haaf, 1954 (Africa)
Omorgus inclusus Walker, 1858 (Sri Lanka to China)
Omorgus indicus Harold, 1872 (Ấn Độ, Thailand, China)
Omorgus indigenus Scholtz, 1990 (Galapagos:đảo Española)
Omorgus inflatus Loomis, 1922 (Arizona, Texas, Mexico)
Omorgus insignicollis Blackburn, 1896 (Úc)
Omorgus insignis Haaf, 1954 (Namibia, Angola)
Omorgus italicus Reiche, 1853 (Italy, Ấn Độ, China)
Omorgus litigiosus
Omorgus lobicollis Arrow, 1927 (miền nam Miến Điện)
Omorgus loxus Vaurie, 1955 (Brazil to Mexico)
Omorgus lugubris Haaf, 1954 (Kenya, Tanzania)
Omorgus melancholica(Fåhraeus)
Omorgus melancholicus (Fahraeus, 1857) (Madagascar, Africa)
Omorgus mentitor Blackburn, 1896 (Úc)
Omorgus mictlensis Deloya, 1995 (Mexico)
Omorgus mollis Arrow, 1927 (Indonesia, Malaysia)
Omorgus monachus (Herbst, 1790) (Mexico, miền nam USA)
Omorgus mutabilis Haaf, 1954 (Africa)
Omorgus nanningensis Pittino, 2005 (China)
Omorgus niloticus Harold, 1872 (Africa)
Omorgus nocheles Scholtz, 1990 (Argentina)
Omorgus nodicollis Macleay, 1888 (Tây Úc)
Omorgus nodosus (Robinson, 1940) (Texas)
Omorgus nomadicus Scholtz, 1980 (Ả Rập Saudi)
Omorgus obesus Scholtz, 1980 (Africa)
Omorgus omacanthus Harold, 1872 (Ấn Độ)
Omorgus pauliani Haaf, 1954 (Laos, Vietnam)
Omorgus persuberosus Vaurie, 1962 (South America)
Omorgus peruanus Erichson, 1847 (South America) (=Polynoncus peruanus)
Omorgus ponderosus Peringuey, 1901 (Africa)
Omorgus principalis Haaf, 1954 (Africa)
Omorgus procerus Harold, 1872 (Africa, Arabia)
Omorgus punctatus (Germar, 1824) (Mexico tới miền nam USA)
Omorgus quadridens
Omorgus radula (Erichson, 1843) (Africa)
Omorgus rodriguezae Deloya, 2005 (Mexico)
Omorgus rubricans (Robinson, 1946) (Texas, Mexico)
Omorgus rusticus Fahraeus, 1857 (Africa)
Omorgus scabrosus (Palisot de Beauvois, 1818) (Canada tới miền nam USA)
Omorgus scutellaris (Say, 1823) (miền nam USA to Mexico)
Omorgus senegalensis Scholtz, 1983 (Senegal)
Omorgus spatulatus Vaurie, 1962 (Argentina)
Omorgus squalidus (Africa, Madagascar, Ả Rập Saudi)
Omorgus squamosus
Omorgus stellatus
Omorgus subcarinatus (MacLeay, 1864) (Australia, New Guinea)
Omorgus suberosus (Fabricius, 1775) (Spain, miền nam USA to South America, Úc)
Omorgus tessellatus LeConte, 1854 (Mexico)
Omorgus testudo Arrow, 1927 (miền nam Miến Điện)
Omorgus texanus LeConte, 1854 (Texas)
Omorgus tomentosus (Robinson, 1941) (Mexico)
Omorgus tuberosus Klug, 1855 (Africa)
Omorgus tytus (Robinson, 1941) (USA)
Omorgus umbonatus LeConte, 1854 (Texas)
Omorgus unguicularis Haaf, 1954 (Africa)
Omorgus varicosus (Erichson, 1843) (Angola)
Omorgus villosus
Omorgus wittei Haaf, 1955 (Africa)
Omorgus zumpti Haaf, 1957 (Africa)